# Leucauge argyra
Leucauge argyra är en spindelart som först beskrevs av Charles Athanase Walckenaer 1842.  Leucauge argyra ingår i släktet Leucauge och familjen käkspindlar. Inga underarter finns listade i Catalogue of Life.